# Лука (имя)
Лука́ — мужское русское личное имя греческого происхождения; восходит к др.-греч. Λουκᾶς (Лукас) — греческому личному имени, которое, в свою очередь, предположительно образовалось от лат. lux (родительный падеж — lucis) — «свет». Возможное истолкование имени — «светлый, светящийся» или «родившийся на рассвете». По другой версии, имя Λουκᾶς означает «человек из Лукании», исторической области на юге Италии, в античности колонизированной греками.
В христианском именослове имя Лука соотносится прежде всего с евангелистом Лукой, «апостолом от семидесяти». Помимо него, в христианской традиции есть ещё несколько раннехристианских святых с тем же именем, сведения о которых крайне скудны или вообще отсутствуют, за исключением даты поминовения.

## Именины
Православные именины (даты приводятся по григорианскому календарю):
- 9 января, 17 января
- 11 февраля, 20 февраля, 23 февраля
- 5 марта
- 5 апреля, 21 апреля
- 5 мая, 7 мая
- 11 июня, 28 июня
- 3 июля, 10 июля
- 12 августа, 31 августа
- 20 сентября, 23 сентября
- 31 октября
- 19 ноября
- 24 декабря

Католические именины:
- 13 января
- 5 февраля, 7 февраля, 12 февраля
- 1 марта, 2 марта
- 5 июня
- 13 октября, 18 октября
- 10 декабря, 11 декабря, 27 декабря